# Jay Miller
Pour les articles homonymes, voir Miller.
Jay Miller (né le 16 juillet 1960 à Wellesley, dans l'État du Massachusetts aux États-Unis) est un joueur américain de hockey sur glace professionnel retraité qui évoluait en position d'ailier gauche.

## Carrière en club
En 1979, Jay Miller débute dans le hockey junior avec les Wildcats de l'Université du New Hampshire du championnat NCAA. Lors du repêchage d'entrée 1980 dans la Ligue nationale de hockey, il est choisi au quatrième tour par les Nordiques de Québec. À l'issue de la saison 1982-83 durant laquelle il a fait ses débuts professionnels, il est échangé aux North Stars du Minnesota mais passe les deux saisons qui suivent dans las ligues mineures.
En 1985, il signe pour les Bruins de Boston qui l'utilise comme homme fort. Au cours de la saison 1987-1988 à l'issue de laquelle les Bruins atteignent la finale de la coupe Stanley, il passe 304 minutes sur le banc de pénalité, record de la franchise. Au cours de la saison suivante, il est échangé aux Kings de Los Angeles qui viennent alors d'obtenir Wayne Gretzky. Après quatre saisons et une nouvelle finale, il se retire du hockey.
Il possède et gère ensuite avec son épouse Paula un restaurant à Cataumet dans le Massachusetts.

## Statistiques
| Saison     | Équipe                    | Ligue      |     | Saison régulière | Saison régulière | Saison régulière | Saison régulière | Saison régulière |   | Séries éliminatoires | Séries éliminatoires | Séries éliminatoires | Séries éliminatoires | Séries éliminatoires |
| Saison     | Équipe                    | Ligue      | PJ  | B                | A                | Pts              | Pun              | PJ               | B | A                    | Pts                  | Pun                  |                      |                      |
| 1978-1979  | Huskies de Northwood      | High-NY    |     |                  |                  |                  |                  |                  |   |                      |                      |                      |                      |                      |
| 1979-1980  | Wildcats du New Hampshire | NCAA       | 28  | 7                | 12               | 19               | 53               | -                | - | -                    | -                    | -                    |                      |                      |
| 1980-1981  | Wildcats du New Hampshire | NCAA       | 10  | 4                | 8                | 12               | 14               | -                | - | -                    | -                    | -                    |                      |                      |
| 1981-1982  | Wildcats du New Hampshire | NCAA       | 24  | 6                | 4                | 10               | 34               | -                | - | -                    | -                    | -                    |                      |                      |
| 1982-1983  | Wildcats du New Hampshire | NCAA       | 28  | 5                | 5                | 10               | 28               | -                | - | -                    | -                    | -                    |                      |                      |
| 1982-1983  | Express de Fredericton    | LAH        | 3   | 1                | 2                | 3                | 0                | -                | - | -                    | -                    | -                    |                      |                      |
| 1983-1984  | Goaldiggers de Toledo     | LIH        | 2   | 0                | 0                | 0                | 2                | -                | - | -                    | -                    | -                    |                      |                      |
| 1983-1984  | Mariners du Maine         | LAH        | 15  | 1                | 1                | 2                | 27               | -                | - | -                    | -                    | -                    |                      |                      |
| 1983-1984  | Stars de Mohawk Valley    | ACHL       | 48  | 15               | 36               | 51               | 167              | -                | - | -                    | -                    | -                    |                      |                      |
| 1984-1985  | Mohawks de Muskegon       | LIH        | 56  | 5                | 29               | 34               | 177              | 17               | 1 | 1                    | 2                    | 56                   |                      |                      |
| 1985-1986  | Bruins de Boston          | LNH        | 46  | 3                | 0                | 3                | 178              | 2                | 0 | 0                    | 0                    | 17                   |                      |                      |
| 1985-1986  | Golden Flames de Moncton  | LAH        | 18  | 4                | 6                | 10               | 113              | -                | - | -                    | -                    | -                    |                      |                      |
| 1986-1987  | Bruins de Boston          | LNH        | 55  | 1                | 4                | 5                | 208              | -                | - | -                    | -                    | -                    |                      |                      |
| 1987-1988  | Bruins de Boston          | LNH        | 78  | 7                | 12               | 19               | 304              | 12               | 0 | 0                    | 0                    | 124                  |                      |                      |
| 1988-1989  | Bruins de Boston          | LNH        | 37  | 2                | 4                | 6                | 168              | -                | - | -                    | -                    | -                    |                      |                      |
| 1988-1989  | Kings de Los Angeles      | LNH        | 29  | 5                | 3                | 8                | 133              | 11               | 0 | 1                    | 1                    | 63                   |                      |                      |
| 1989-1990  | Kings de Los Angeles      | LNH        | 68  | 10               | 2                | 12               | 224              | 10               | 1 | 1                    | 2                    | 10                   |                      |                      |
| 1990-1991  | Kings de Los Angeles      | LNH        | 66  | 8                | 12               | 20               | 259              | 8                | 0 | 0                    | 0                    | 17                   |                      |                      |
| 1991-1992  | Kings de Los Angeles      | LNH        | 67  | 4                | 7                | 11               | 249              | 5                | 1 | 1                    | 2                    | 12                   |                      |                      |
| Totaux LNH | Totaux LNH                | Totaux LNH | 446 | 40               | 44               | 84               | 1 723            | 48               | 2 | 3                    | 5                    | 243                  |                      |                      |

## Transactions
- 29 juin 1983 : échangé aux North Stars du Minnesota par les Nordiques de Québec en retour de Jim Dobson
- 1er octobre 1985 : signé par les Bruins de Boston comme agent libre
- 22 janvier 1989 : échangé aux Kings de Los Angeles par les Bruins en de futures considérations (23 janvier 1989 : Steve Kasper échangé aux Kings par les Bruins en retour de Bob Carpenter)